# Pollock Halls of Residence
Pollock Halls of Residence sono i dormitori principali dell'Università di Edimburgo, si trovano ai piedi dell'Arthur's Seat e ai confini dell'Holyrood Park, 2 km e sudest del centro di Edimburgo.

## Storia del sito
I due edifici originali del sito erano St Leonard's Hall e Salisbury Green, che furono costruiti nel XIX secolo. In breve tempo, dopo la seconda guerra mondiale, Sir. Donald Pollock (rettore dell'università dal 1939 al 1945) regalò il luogo all'Università di Edimburgo e nacque la Pollock Halls of Residence.
Negli anni sessanta, cominciò un programma per costruire edifici più moderni. Il primo di questi fu la Holland House, che fu progettata da Sir William Kininmonth (1904-1988); seguita in breve tempo dalla Fraser House. All'inizio degli anni novanta, la Holland House e Fraser House cominciarono ad essere considerate un unico edificio, ora noto semplicemente come Holland House.
Negli anni sessanta furono aggiunti sei blocchi a torre, il nome dei quali fu dato in onore dei presidenti dell'Università di Edimburgo: Baird, Ewing, Lee, Turner, Brewster (demolito) e Grant. Nello stesso periodo fu aperta la mensa che fu successivamente chiamata John McIntyre Centre.
Nel 1973 fu aperta una casa più grande, la Cowan House, per rimpiazzare il dormitorio con lo stesso nome che era stato demolito per permettere la ricostruzione di George Square. Fu demoliti nel 2001 insieme a Brewster House. Furono demoliti per dar spazio alla Chancellor's Court, che aprì nel 2003.
All'inizio degli anni novanta fu aggiunta l'ultima casa, la Masson House. La Masson originale era vicino a Cowan, in George Square, ma fu rimpiazzata da una casa vittoriana a South Lauder Road.

## Edifici attuali
Oggi il complesso ospita 1.900 studenti in pensione completa.
La Pollock Halls of Residence diventa un bed & breakfast durante i periodi di vacanza dell'Università di Edimburgo.http://www.edinburghfirst.com/
Gli edifici attuali sono:

### Baird House
La Baird House è formata da cinque blocchi a torre che furono costruiti negli anni sessanta. Ospita 167 studenti e 2 custodi. Si chiama così in onore di George Husband Baird, ed è quella che viene più spesso usata durante i periodi di vacanza.

### Chancellor's Court
Chancellor's Court fu costruita sul terreno che prima era occupato da Cowan House e da Brewster House. Fu progettata dallo studio Oberlanders Architects e costruita da Balfour Beatty. La sua costruzione cominciò nel 2001 quando fu demolita Cowan House. Il dormitorio ospita 526 letti e tre appartamenti per i custodi.
Furono fatte molte proteste durante la costruzione, contro la compagnia costruttrice Balfour Beatty, che era coinvolta nel 2001 in un processo per il progetto della Diga di Ilısu. Una delle proteste fu guidata da Mark Thomas, che aiutò il gruppo Edinburgh University People and Planet ad organizzare un sit in dove gli studenti bloccavano l'entrata al cantiere. Dopo questa ed altre proteste, Balfour Beatty ritirò il suo sostegno al progetto della diga di Ilıs.
Chancellor's Court fu chiamata in questo modo in onore del Duca di Edimburgo, Cancelliere dell'Università di Edimburgo.

### Ewing House
Ewing House è una torre di cinque piani costruita negli anni sessanta, ha 157 camere ed porta il nome di Sir Alfred James Ewing, Rettore dell'Università di Edimburgp dal 1916 al 1929.

### Grant House
Grant House è una torre di sei piani, fu aperta nel 1967 ed è stata usata come dormitorio fin dall'inizio. Oggi ospita 195 studenti in stanze singole. Ci sono anche due appartamenti per i custodi. Gli fu dato il nome del Rettore Alexander Grant.
Tra le persone famose che risiedettero nella Grant House c'è il capitano della Nazionale di rugby a 15 della Scozia Gregor Townsend.

### Holland House
La Holland House fu aperta nel 1959, seguita a ruota dalla sua casa gemella, Fraser House (da non confondere con Fraser Court, un blocco di appartamenti universitari vicini a Pollock Halls, che è ancora in uso). All'inizio degli anni novanta, Holland House e Fraser House si fusero e oggi sono una casa unica chiamata Holland House, di quattro piani. C'è anche un piccolo annesso che contiene due appartamenti indipendenti per gli studenti già laureati.
La Holland House fu chiamato in onore di Thomas Henry Holland, Rettore dell'Università dal 1929 al 1944.

### Lee House
La Lee House è un edificio a cinque piani costruito negli anni sessanta. Deve il suo nome a Sir. John Lee, Rettore dell'Università dal 1840 al 1859.

### Masson House
La Masson House è unn residence moderno di quattro piani, ospita 113 studenti, la maggior parte in suite con due letti e fu costruito negli anni novanta.

### Turner House
La Turner House è un edificio di sei piani costruito negli anni sessanta. Fu chiamato così in onore di Sir. William Turner, Rettore dell'Università dal 1903 al 1916. Ospita 203 studenti, la maggior parte delle stanze sono singole, con bagni in comune, e al quinto piano l'appartamento del custode.

### John Burnett House
Fu completata nel giugno 2009 ed è la più recente del complesso. Prende il nome da Sir John Burnett, ex Rettore dell'Università di Edimburgo.

## Edifici precedenti

### Brewster House
Brewster House era una torre di cinque piani che fu costruita negli anni sessanta. Fu demolita nell'estate 2002 e si trovava dove ora sorge la Chancellors Court. Prende il nome da Sir David Brewster, Rettore dell'Università dal 1859 al 1868.

### Cowan House
Cowan House era un palazzo di tre piani che fu aperto per la prima volta nel 1933 e fu ricostruito nel 1973. Fu demolito nell'estate del 2001 per far spazio a quella che oggi è la Chancellors Court.

### Fraser House
L'edificio che un tempo si chiamava Fraser House esiste ancora oggi, ma è stato inglobato dalla Holland House. La Fraser House prende il nome da Sir John Fraser, Rettore dell'Università dal 1944 al 1948.

## Altri edifici
Gli altri edifici sono adibiti a sale conferenze, meeting e stanze funzionali durante tutto l'anno. Edinburgh First è il braccio commerciale del servizio di accoglienza all'interno dell'Università ed è il principale punto di contatto per la prenotazione di queste strutture. http://www.edinburghfirst.com/

### John McIntyre Conference Centre
Comprende una mensa, negozi e bar. Il bar è noto come 'John McIntyre Centre Bar', ma fu ristrutturato e rinominato nel 2004 come 'Centro'. L'edificio ha recentemente (2009) subito un'estensione e una completa ristrutturazione per essere poi rinominato John McIntyre Conference Centre.

### Reception Centre
Aperto nel 1999, è la struttura in cui si trovano gli uffici amministrativi. Nello stesso edificio si trova anche l'ufficio per la sicurezza.

### St Leonard's Hall

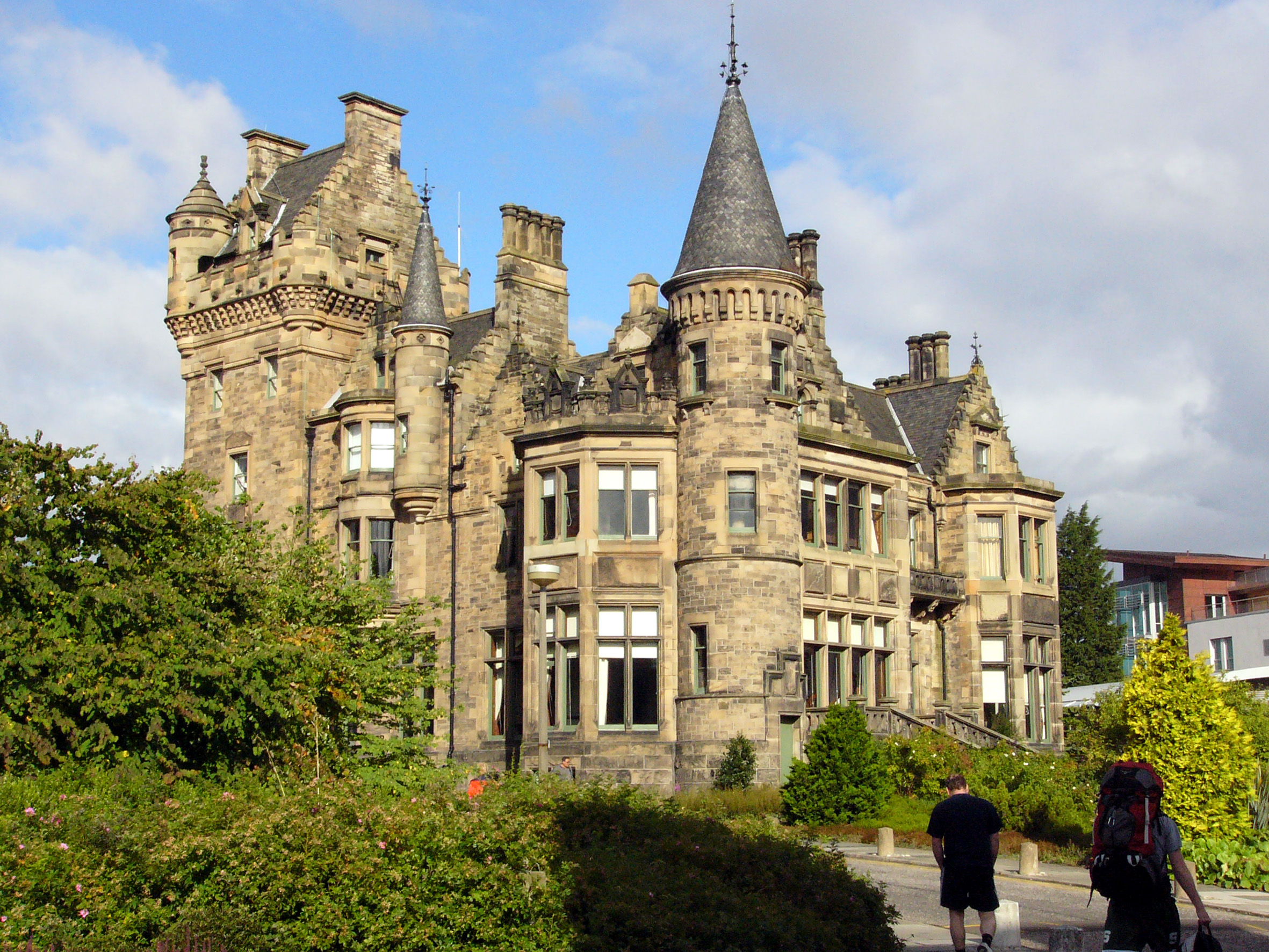
St Leonard's Hall

Come Salisbury Green, anche St Leonard's Hall è uno degli edifici originali delle Pollock Halls. È un edificio in stile baronale scozzese, con una torre e torrette con mensole e garitte e una casa principale che si dice ricordi piccolo podere.
Oggi la St. Leonard's Hall ospita gli uffici amministrativi dell'Università e le suites sono usate per gli ospiti delle conferenze.
L'edificio fu usato come ospedale della Croce Rossa durante la prima guerra mondiale e successivamente divenne la scuola femminile St Trinian's fino alla seconda guerra mondiale, durante la quale divenne un quartier generale delle Air Raid Precautions e delle Home Guard. Quando vennero aperti i dormitori St Leonard's divenne un dormitorio femminile fino al completamento di edifici più moderni, quando prese la funzione di centro amministrativo. Fu restaurato alla fine del 2000.
St Leonard's Hall fu una scuola femminile fino alla seconda guerra mondiale, e si chiamava St Trinnean's. Si ritiene che abbia ispirato il romanzo di Ronald Searle  St Trinian's School.

### Salisbury Green
Salisbury Green fu uno dei due edifici originali del sito, insieme alla St Leonard's Hall. Fu costruito all'inizio del 1780 da Alexander Scott, ed è stato nuovamente prorogato più volte - prima nel 1820, quindi ristrutturato in stile baronale tra il 1860 e il 1867 dall'architetto John Lessels per il residente dell'epoca, l'editore William Nelson (1816-87).
L'edificio fu acquistato dall'Università dopo la seconda guerra mondiale ed ampliato nel 1979. Molte di queste stanze sono state ristrutturate, la Red Room con accessori d'ebano e la stanza da biliardo in quercia. Gli interni comprendono anche un ricco dipinto di Charles Frechou.
Nel 2006 la Salisbury Green fu ristrutturata ed ora è un hotel.